# Малые трупиалы
Малые трупиалы (лат. Euphagus) — род птиц семейства трупиаловых.

## Виды
Выделяют два вида:
- Euphagus carolinus (Muller, 1776) — Ржавчатый малый трупиал
- Euphagus cyanocephalus (Wagler, 1829) — Блестящий малый трупиал

## Описание видов

### Блестящий малый трупиал
В брачном наряде самец полностью окрашен в чёрный цвет с пурпурно-фиолетовым отливом на голове и шее, а также зеленоватым отблеском на теле. Радужины жёлтые. В зимнем наряде его оперение переливается красками меньше. У самки оперение верхней части тела бурого цвета, нижняя часть тела окрашена немного светлее. Радужины коричневые.